# Eiskunstlauf-Europameisterschaften 1955
Die 47. Eiskunstlauf-Europameisterschaften fanden vom 27. bis 30. Januar 1955 in Budapest statt.

## Ergebnisse

### Herren
| Platz | Sportler              | Land                   |
| ----- | --------------------- | ---------------------- |
| 1     | Alain Giletti         | Frankreich             |
| 2     | Michael Booker        | Vereinigtes Königreich |
| 3     | Karol Divín           | Tschechoslowakei       |
| 4     | Norbert Felsinger     | Österreich             |
| 5     | Alain Calmat          | Frankreich             |
| 6     | István Szenes         | Ungarn                 |
| 7     | Tilo Gutzeit          | BR Deutschland         |
| 8     | Hans Müller           | Schweiz                |
| 9     | György Czakó          | Ungarn                 |
| 10    | Manfred Schnelldorfer | BR Deutschland         |
| 11    | Ivan Mauer            | Tschechoslowakei       |
| 12    | Miroslav Kutina       | Tschechoslowakei       |
| 13    | Emanuel Koczyba       | Polen                  |
| 14    | Leon Osadnyk          | Polen                  |

### Damen
| Platz | Sportlerin               | Land                   |
| ----- | ------------------------ | ---------------------- |
| 1     | Hanna Eigel              | Österreich             |
| 2     | Yvonne Sugden            | Vereinigtes Königreich |
| 3     | Erica Batchelor          | Vereinigtes Königreich |
| 4     | Rosi Pettinger           | BR Deutschland         |
| 5     | Hanna Walter             | Österreich             |
| 6     | Maryvonne Huet           | Frankreich             |
| 7     | Fiorella Negro           | Italien                |
| 8     | Miroslava Nachodská      | Tschechoslowakei       |
| 9     | Erika Rücker             | BR Deutschland         |
| 10    | Dagmar Lerchová-Řeháková | Tschechoslowakei       |
| 11    | Alice Fischer            | Schweiz                |
| 12    | Michele Allard           | Frankreich             |
| 13    | Ilse Musyl               | Österreich             |
| 14    | Christianne Moreux       | Frankreich             |
| 15    | Eszter Jurek             | Ungarn                 |
| 16    | Manuela Angeli           | Italien                |
| 17    | Gilberte Naboudet        | Frankreich             |
| 18    | Miloslava Tůmová         | Tschechoslowakei       |
| 19    | Luisella Gaspari         | Italien                |
| 20    | Milena Kladrubská        | Tschechoslowakei       |
| 21    | Hedvig Palinkas          | Ungarn                 |
| 22    | Barbara Jankowska        | Polen                  |

### Paare
| Platz | Sportlerin                          | Land                   |
| ----- | ----------------------------------- | ---------------------- |
| 1     | Marianna Nagy / László Nagy         | Ungarn                 |
| 2     | Věra Suchánková / Zdeněk Doležal    | Tschechoslowakei       |
| 3     | Marika Kilius / Franz Ningel        | BR Deutschland         |
| 4     | Lisel Ellend / Konrad Lienert       | Österreich             |
| 5     | Alice Zettel / Klaus Loichinger     | BR Deutschland         |
| 6     | Jane Higson / Robert Hudson         | Vereinigtes Königreich |
| 7     | Soňa Balunová / Miloslav Balun      | Tschechoslowakei       |
| 8     | Éva Szöllősi / Gábor Vida           | Ungarn                 |
| 9     | Anna Bursche Lindner / Leon Osadnyk | Vereinigtes Königreich |

### Eistanz
| Platz | Sportlerin                         | Land                   |
| ----- | ---------------------------------- | ---------------------- |
| 1     | Jean Westwood / Lawrence Demmy     | Vereinigtes Königreich |
| 2     | Pamela Weight / Paul Thomas        | Vereinigtes Königreich |
| 3     | Barbara Radford / Raymond Lockwood | Vereinigtes Königreich |
| 4     | Fanny Besson / Jean Paul Guhel     | Frankreich             |
| 5     | Sigrid Knake / Günther Koch        | BR Deutschland         |
| 6     | Bona Giammona / Giancarlo Sioli    | Italien                |
| 7     | Lucia Fischer / Rudolf Zorn        | Österreich             |
| 8     | Edith Peikert / Hans Kutschera     | Österreich             |
| 9     | Rozsa Madarász / Gyula Madarász    | Ungarn                 |
| 10    | Catherina Odink / Jacobus Odink    | Niederlande            |
| 11    | Edit Parádi / Josef Parádi         | Ungarn                 |
| 12    | Luise Lehner / Georg Lenitz        | Österreich             |
| 13    | Aranka Tóth / Endre Tóth           | Ungarn                 |
| 14    | Maria Goth / Willy Wernz           | BR Deutschland         |